# تروي دو ديابل
إن تروي دو ديابل (والذي يعني في الإنجليزية "فتحة الشيطان") هو كهف يقع في قرية سانت كازيمير بمقاطعة كيبيك في كندا. في نظام الخرائط الطوبوغرافية لكندا المعروف باسم CanMatrix ( نسخة محفوظة 10 يونيو 2008 على موقع واي باك مشين.)، يمكنك العثور على تروي دو ديابل على خريطة مدينة جروندينز (031-I/9) عند إحداثيات 22207325.
إن تروي دو ديابل في حقيقة الأمر عبارة عن نهير يقع آخر 980 مترًا منه تحت الأرض، مما يجعله ثاني أطول نهير في مقاطعة كيبيك، كما أنه من روافد نهر سانت آن ريفيير، وعلى بعد ما يقرب من أربعة كيلومترات أعلى سانت كازيمير.
ويبلغ ارتفاعه في أعلى نقطة له 6.8 أمتار فوق قاع الكهف، ويجب على الزوار في بعض المناطق الزحف حتى يتابعوا مسيرهم.

## وصلات خارجية
- Description and images from Nicole Ouellette(بالفرنسية)
- Tourist website about the trou du Diable(بالفرنسية)
- Bougex Website about speleology(بالفرنسية)
- Société québécoise de spéléologie(بالفرنسية)